# Горки (деревня, городской округ Клин)
Горки — деревня в Клинском районе Московской области, в составе Городского поселения Высоковск. Население — 62 чел. (2010). До 2006 года Горки входили в состав Шипулинского сельского округа.
Деревня расположена в центральной части района, в 2 км к северу от окраины города Высоковск, на левом берегу реки Железовка, высота центра над уровнем моря 187 м. Ближайшие населённые пункты — Румяново на противоположном берегу реки, Шипулино на юге и Голышкино с Ловцово на западе.

## Население
| 2002 | 2006 | 2010 |
| ---- | ---- | ---- |
| 63   | ↘56  | ↗62  |